# Ralph Wolfe Cowan
Ralph Wolfe Cowan (Phoebus (Virginia), 16 de diciembre de 1931 – West Palm Beach, 4 de septiembre de 2018) fue un pintor retratista estadounidense.

## Biografía
Cowan era hijo de Joseph Carl y Daphne (Pearce) Cowan. Conocido como "RW" por sus amigos, sirvió como paracaidista para el ejército estadounidense entre 1950 y 1953. Su trabajo abarcó siete décadas, desde la ciudad de Nueva York de 1940 hasta su muerte.
Cowan tuvo una larga relación con la Familia real de Mónaco. Empezó pintando a Princesa Grace en 1956. Posteriormente, hizo retratos de los Sultanes de Brunei, Rey Fahd de Arabia, Hassan II de Marruecos, el Jeque Zayed de los Emiratos Árabes y Mijaíl Gorbachov. También hizo retratos de una larga lista de Presidentes estadounidenses como Reagan, Carter, Johnson, Kennedy y Trump, así como famosos de la talla de Marilyn Monroe, Tony Curtis, Nancy Sinatra, Steve Wynn y más notablemente, Elvis Presley, para quien siguió siendo el único artista encargado cuyo retrato se permitió colgar en Graceland, habiendo sido visto este último por unos 23 millones de visitantes desde 1982. También se incluyó el retrato de Presley en la exposición de 2010 de la National Portrait Gallery "One Life: Echoes of Elvis".
Su vida y trabajo fueron recogidos en el documental de 2015 The Last Old Master.
Cowan murió en su casa de West Palm Beach (Florida) el 4 de septiembre de 2018.